# WTA Tour Championships 2001
| Prijzengeld en WTA-punten \| Resultaat \| Prijzengeld \| WTA-punten \| \| ------------ \| ----------- \| ---------- \| \| winnares \| $ 750.000 \| 390 \| \| finale \| $ 375.000 \| 273 \| \| halve finale \| $ 187.500 \| 175 \| \| tweede ronde \| $ 97.500 \| 97 \| \| eerste ronde \| $ 45.000 \| 54 \| |             |            |
| Resultaat | Prijzengeld | WTA-punten |
| winnares | $ 750.000   | 390        |
| finale | $ 375.000   | 273        |
| halve finale | $ 187.500   | 175        |
| tweede ronde | $ 97.500    | 97         |
| eerste ronde | $ 45.000    | 54         |

De WTA Tour Championships (officieel Sanex Championships) van 2001 vonden plaats van 30 oktober tot en met 4 november 2001 in de Duitse stad München. Het was de 31e editie van het toernooi. Er werd gespeeld op overdekte tapijtbanen in de Olympiahalle.

## Enkelspel
Drie gekwalificeerde speelsters speelden niet mee:
- Venus Williams (WTA-3) wegens een polsblessure,
- Titelhoudster Martina Hingis (WTA-4) wegens een enkeloperatie,
- Monica Seles (WTA-9) omdat het toernooi plaatsvond in Duitsland, het land waar zij in 1993 was neergestoken.

De als eerste geplaatste Amerikaanse Jennifer Capriati kwam niet verder dan de tweede ronde.
Het zevende reekshoofd, Serena Williams uit de Verenigde Staten, won het toernooi, doordat haar beoogde tegenstandster in de finale, de als tweede geplaatste Lindsay Davenport, verstek liet gaan. Williams wist voor het eerst in haar carrière de WTA Tour Championships op haar naam te schrijven. Het was haar elfde WTA-titel, de derde van 2001. Zij won US$ 750.000 prijzengeld op dit toernooi.
De Belgische Kim Clijsters was als derde geplaatst. Zij bereikte de halve finale, waarin zij nipt verloor van Lindsay Davenport.
De Belgische Justine Henin was als vierde geplaatst. Zij kwam niet voorbij de tweede ronde.

### Geplaatste speelsters
| Nr. | Speelster         | Rang | Resultaat    | Uitgeschakeld door      |
| --- | ----------------- | ---- | ------------ | ----------------------- |
| 1.  | Jennifer Capriati | 1    | tweede ronde | Sandrine Testud         |
| 2.  | Lindsay Davenport | 2    | finale       | forfait                 |
| 3.  | Kim Clijsters     | 5    | halve finale | Lindsay Davenport       |
| 4.  | Justine Henin     | 6    | tweede ronde | Serena Williams         |
| 5.  | Amélie Mauresmo   | 7    | eerste ronde | Sandrine Testud         |
| 6.  | Jelena Dokić      | 8    | tweede ronde | Lindsay Davenport       |
| 7.  | Serena Williams   | 10   | winnares     | winnares                |
| 8.  | Nathalie Tauziat  | 11   | eerste ronde | Arantxa Sánchez Vicario |

### Toernooischema
| Legenda | Legenda                  |
| ------- | ------------------------ |
| Q       | Qualifier                |
| WC      | Deelname via wildcard    |
| LL      | Lucky Loser              |
| r       | Opgave / trok zich terug |
| w/o     | Walk-over                |
| Alt     | Alternate                |
| SE      | Special Exempt           |
| PR      | Protected Ranking        |
| d       | Diskwalificatie          |

| eerste ronde | eerste ronde            | eerste ronde | eerste ronde | eerste ronde |  |   | tweede ronde      | tweede ronde            | tweede ronde | tweede ronde | tweede ronde |  |  | halve finale | halve finale      | halve finale | halve finale | halve finale |  |  | finale | finale            | finale | finale | finale |
|              |                         |              |              |              |  |   |                   |                         |              |              |              |  |  |              |                   |              |              |              |  |  |        |                   |        |        |        |
| 1            | Jennifer Capriati       | 2            | 6            | 6            |  |   |                   |                         |              |              |              |  |  |              |                   |              |              |              |  |  |        |                   |        |        |        |
|              | Magdalena Maleeva       | 6            | 3            | 3            |  |   | 1                 | Jennifer Capriati       | 3            | 6            | 3            |  |  |              |                   |              |              |              |  |  |        |                   |        |        |        |
|              | Sandrine Testud         | 5            | 7            | 6            |  |   | Sandrine Testud   | 6                       | 4            | 6            |              |  |  |              |                   |              |              |              |  |  |        |                   |        |        |        |
| 5            | Amélie Mauresmo         | 7            | 5            | 1            |  |   |                   |                         |              |              |              |  |  |              | Sandrine Testud   | 3            | 0            |              |  |  |        |                   |        |        |        |
| 4            | Justine Henin           | 6            | 6            |              |  |   |                   |                         |              |              |              |  |  | 7            | Serena Williams   | 6            | 6            |              |  |  |        |                   |        |        |        |
|              | Anke Huber              | 1            | 2            |              |  |   | 4                 | Justine Henin           | 3            | 65           |              |  |  |              |                   |              |              |              |  |  |        |                   |        |        |        |
|              | Silvia Farina-Elia      | 0            | 2            |              |  | 7 | Serena Williams   | 6                       | 7            |              |              |  |  |              |                   |              |              |              |  |  |        |                   |        |        |        |
| 7            | Serena Williams         | 6            | 6            |              |  |   |                   |                         |              |              |              |  |  |              |                   |              |              |              |  |  | 7      | Serena Williams   | w      | /      | o      |
| 8            | Nathalie Tauziat        | 3            | 4            |              |  |   |                   |                         |              |              |              |  |  |              |                   |              |              |              |  |  | 2      | Lindsay Davenport |        |        |        |
|              | Arantxa Sánchez Vicario | 6            | 6            |              |  |   |                   | Arantxa Sánchez Vicario | 5            | 1            |              |  |  |              |                   |              |              |              |  |  |        |                   |        |        |        |
|              | Jelena Dementjeva       | 3            | 62           |              |  | 3 | Kim Clijsters     | 7                       | 6            |              |              |  |  |              |                   |              |              |              |  |  |        |                   |        |        |        |
| 3            | Kim Clijsters           | 6            | 7            |              |  |   |                   |                         |              |              |              |  |  | 3            | Kim Clijsters     | 6            | 3            | 63           |  |  |        |                   |        |        |        |
| 6            | Jelena Dokić            | 7            | 6            |              |  |   |                   |                         |              |              |              |  |  | 2            | Lindsay Davenport | 1            | 6            | 7            |  |  |        |                   |        |        |        |
|              | Meghann Shaughnessy     | 64           | 2            |              |  |   | 6                 | Jelena Dokić            | 4            | 2            |              |  |  |              |                   |              |              |              |  |  |        |                   |        |        |        |
|              | Amanda Coetzer          | 3            | 3            |              |  | 2 | Lindsay Davenport | 6                       | 6            |              |              |  |  |              |                   |              |              |              |  |  |        |                   |        |        |        |
| 2            | Lindsay Davenport       | 6            | 6            |              |  |   |                   |                         |              |              |              |  |  |              |                   |              |              |              |  |  |        |                   |        |        |        |

|              |  |               |
| Lisa Raymond |  | Rennae Stubbs |

| Prijzengeld en WTA-punten \| Resultaat \| Prijzengeld (per team) \| WTA- punten \| \| ------------ \| ---------------------- \| ----------- \| \| winnaressen \| $ 300.000 \| 390 \| \| finale \| $ 150.000 \| 273 \| \| halve finale \| $ 75.000 \| 175 \| \| eerste ronde \| $ 37.500 \| 54 \| |                        |             |
| Resultaat | Prijzengeld (per team) | WTA- punten |
| winnaressen | $ 300.000              | 390         |
| finale | $ 150.000              | 273         |
| halve finale | $ 75.000               | 175         |
| eerste ronde | $ 37.500               | 54          |

## Dubbelspel
Titelhoudsters Martina Hingis en Anna Koernikova namen niet aan deze editie van het toernooi deel.
Het als eerste geplaatste duo Lisa Raymond en Rennae Stubbs won het toernooi. Zij versloegen in de finale het als derde geplaatste koppel Cara Black en Jelena Lichovtseva in drie sets. Het was hun 22e gezamenlijke titel, de zevende in 2001. De Amerikaanse Raymond had daarnaast vijf eerdere dubbelspeltitels met andere partners; de Australische Stubbs negen.
Er waren geen deelneemsters uit de Lage Landen.

### Geplaatste teams
| Nr. | Team                                | Rang | Resultaat    | Uitgeschakeld door            |
| --- | ----------------------------------- | ---- | ------------ | ----------------------------- |
| 1.  | Lisa Raymond Rennae Stubbs          | 3    | winnaressen  | winnaressen                   |
| 2.  | Kimberly Po Nathalie Tauziat        | 11   | halve finale | Cara Black Jelena Lichovtseva |
| 3.  | Cara Black Jelena Lichovtseva       | 13   | finale       | Lisa Raymond Rennae Stubbs    |
| 4.  | Virginia Ruano Pascual Paola Suárez | 13   | halve finale | Lisa Raymond Rennae Stubbs    |

### Toernooischema
| Legenda | Legenda                  |
| ------- | ------------------------ |
| Q       | Qualifier                |
| WC      | Deelname via wildcard    |
| LL      | Lucky Loser              |
| r       | Opgave / trok zich terug |
| w/o     | Walk-over                |
| Alt     | Alternate                |
| SE      | Special Exempt           |
| PR      | Protected Ranking        |
| d       | Diskwalificatie          |